# Aproveitamento Hidroagrícola do Vale do Sorraia

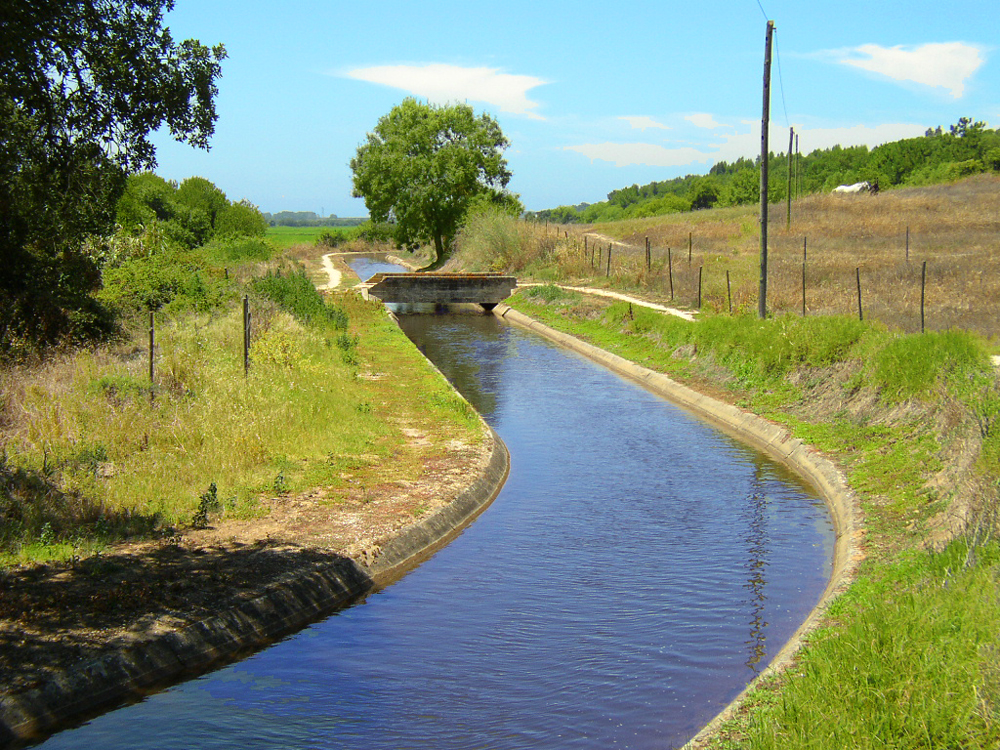
Trecho do Canal do Sorraia

O Aproveitamento Hidroagrícola do Vale do Sorraia é um sistema de irrigação agrícola localizado em Portugal e, actualmente, é constituído pelo sistema de irrigação do Paul de Magos e o do Vale do Sorraia irrigando uma área de 16 351 hectares.

## História

### Primeiros Estudos
Os primeiros estudos tiveram início no século XIX, quando à Junta Central dos Melhoramentos Sanitários foi determinada, por portaria de 16/4/1877, a elaboração do projecto do canal do Sorraia. Esse projecto, para a primeira secção do canal, foi feito em dois anos e meio e entregue em 18 de Outubro de 1879. As obras nele previstas destinavam-se à colmatagem de 180 hectares de terrenos arenosos de charneca e à rega de 800 hectares da várzea de Coruche, na margem esquerda do rio. 
O canal serviria também para conduzir as águas para rega da parte restante da várzea de Coruche, resultado que só se conseguiria depois da construção do seu segundo troço, de Divor a Coruche.
A elaboração do projecto deste troço do canal ainda prosseguia quando, em 29 de Dezembro de 1884, foi apresentada, por uma Comissão nomeada pelo Ministro António Augusto de Aguiar, a memória acerca do aproveitamento de águas no Alentejo. Nessa memória foi preconizada não só a construção do canal do Sorraia, mas também a criação de diversas albufeiras, entre elas uma na ribeira de Seda e outra na ribeira de Sor, ou seja, precisamente nos cursos de água em que foram, mais tarde, construídas as barragens Maranhão e de Montargil. A barragem cuja construção então se previa fazer na ribeira de Seda ficaria situada a cerca de 2 km a oeste de Avis e teria 40 m de altura e armazenaria 66 X 106 m3 de água. A barragem da ribeira de Sor foi, nessa altura localizada aproximadamente a 3 km ao sul da povoação de Montargil. Teria 20 m de altura e armazenaria 22 X 106 m3. 

### Regadio do Paúl de Magos
Em 1933 iniciaram-se as obras do sistema de irrigação do paul de Magos através da construção da Barragem de Magos e do restante sistema de canais e valas de irrigação a cargo da Junta Autónoma das Obras de Hidráulica Agrícola (JAOHA). O sistema foi inaugurado em 1938.
Mais tarde, em 1944, a propriedade do sistema foi transferida para a Associação de regantes e beneficiários do Paul de Magos. Em 1970, esta associação integrou-se na Associação de Regantes e Beneficiários do Vale do Sorraia.

### Construção
A obra de Rega do Vale do Sorraia foi incluída pela Junta Autónoma das Obras de Hidráulica Agrícola no seu Plano de 1937, sobre o qual foi emitido parecer favorável da Câmara Corporativa, em 28/4/1938. A execução da obra foi levada a cabo dentro do I Plano de Fomento. 
Em 1951 iniciaram-se as obras do sistema de irrigação do vale do Sorraia promovida pela Direcção-Geral dos Serviços Hidráulicos as quais foram concluídas em 1958. Em 1959 a propriedade de todo o sistema foi transferida para a Associação de Regantes e Beneficiários do Vale do Sorraia, onde se mantém até aos dias de hoje.

## Localização
O Aproveitamento Hidroagrícola do Vale do Sorraia localiza-se nos concelhos de Ponte de Sor (531 hectares) e Aviz (1.027 hectares) do Distrito de Portalegre, nos concelhos de Mora (1.600 hectares) do Distrito de Évora e nos concelhos de Coruche (7.702 hectares), Benavente (4.132 hectares) e Salvaterra de Magos (1.359 hectares) do Distrito de Santarém. 

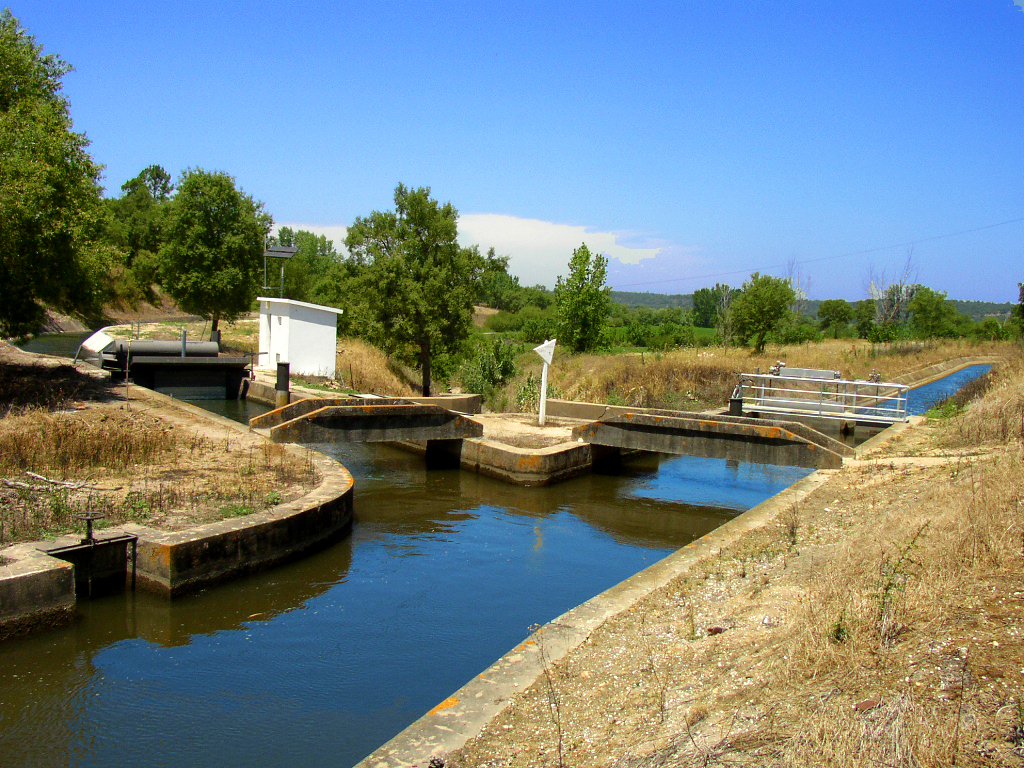
Canal do Sorraia - Distribuidor do Peso

## Infra-estruturas
Actualmente o Aproveitamento Hidroagrícola do Vale do Sorraia possui as seguintes infra-estruturas
- Barragens
  - Barragem de Magos;
  - Barragem de Montargil;
  - Barragem de Maranhão.
  - Barragem do Gameiro;
  - Barragem do Furadouro;
- 10 estações elevatórias; [2]
- 395 km de Rede de distribuição, sendo 124.8 km de canais principais, 98.5 km de distribuidores e 171.6 km de valas de irrigação. [2]

## Área irrigada e produtos cultivados
O sistema cobre uma área de 16 351 hectares e beneficia cerca de 1722 proprietários, sendo que, em média, são cultivados anualmente 12 200 hectares .
A capacidade útil de armazenamento das 3 barragens é de 326 600 000 m3 e, em média o consumo de água de rega situa-se em 146 000 000 m3 sendo as principais culturas o arroz com 44.7%,o Milho com 36.9% as forragens com 7.6% e o tomate com 6.8% da área cultivada. 